# Autoexec.bat
Na informática, o AutoExec.bat (abreviação do inglês: automatically executed batch file: "arquivo em lote executado automaticamente") é um arquivo de sistema do tipo programa de lote, que é executado ao ligar o computador (DOS-PC), originado com o sistema operacional Ms-DOS. No programa de lote existem vários comandos que são executados pelo shell do sistema operacional para configurar o computador.
Possui um nome abreviado pois o sistema MS-DOS possuía uma limitação de tamanho de nome de arquivos. 
Originalmente seu propósito era executar comandos do sistema e programas residentes na memória (TSR) para configurar o ambiente de trabalho do usuário:
- configurar os dispositivos físicos (por exemplo: iniciar o driver do mouse);[2]
- configurar o leitor de CD-ROM;
- iniciar constantes do sistema (por exemplo: configurar o path e a pasta temporária).[2]
- software para cache de disco (por exemplo: SmartDrive);
- iniciar o programa de antivírus;

Este arquivo trabalhava junto como o arquivo config.sys, e ficavaam armazenados na pasta raiz do computador. O AutoExec.bat foi incluído em versões do sistema Ms-Windows para ter a retro-compatibilidade com o Ms-DOS (por exemplo: Windows ME) e para leitura das variáveis de ambiente, mas a partir da versão Windows NT foi substituído pelo arquivo AutoExec.nt.

## Estrutura
Uma sequencia padrão de comandos no arquivo de sistema AutoExec.bat:
```
@echo
 
off
prompt
 
$p$g

SET
 
SOUND
=
C:
\P
ROGRA~1
\C
REATIVE
\C
TSND
SET
 
BLASTER
=
A220
 
I5
 
D1
 
H5
 
P330
 
E620
 
T6
SET
 
PATH
=
C:
\;
C:
\D
OS
;
C:
\W
IN
;

LH
 
C:
\W
indows
\C
OMMAND
\M
SCDEX.EXE
 
/D:123
c:
\d
os
\d
oskey

```